# Indian Civil Service
Indian Civil Service, auch unter dem Akronym ICS bekannt, war die Verwaltungselite im Dienste der indischen Regierung. Er wurde von der Kolonialherrschaft in Britisch-Indien gegründet. Die heutigen Civil Services of India sind anders organisiert.

## Geschichte
Es bestanden zwei exklusive Gruppen von Beschäftigten des Öffentlichen Dienstes während der Entstehungsphase britischer Herrschaft in Indien. Angestellte des Gehobenen Dienstes, die als „covenants“ zusammen mit der East India Company nach Indien kamen, wurden als „covenanted servants“, als vertraglich Verpflichtete bezeichnet, während diejenigen, die keinen Vertrag unterzeichnet hatten, als „uncovenanted“ bezeichnet wurden. Letztere erhielten gemeinhin die niedrigeren Positionen. Die Unterscheidung zwischen covenanted und uncovenanted endete mit der Gründung des Imperial Civil Service of India, dessen Struktur und Arbeitsweise auf den Empfehlungen der zur Verbesserung der Verwaltung eingesetzten und 1886/1887 tagenden Public Service Commission beruhten. Im allgemeinen Sprachgebrauch wurde der Ausdruck „covenanted“ allerdings weiterhin für jeden benutzt, der eine bezahlte Position mit einem langfristigen Vertrag innehatte – auch für „boxwallahs“ – mit Schachteln herumziehende Hausierer.
Die Bezeichnung Imperial Civil Service wurde später in Civil Service of India geändert. Dennoch überlebte die Bezeichnung Indian Civil Service (ICS). Die Abkürzung ICS wurde weiterhin benutzt, um die ca. 2.000 covenanted-Beschäftigte des Öffentlichen Dienstes zu kennzeichnen. Der Provincial Civil Service (dt. etwa Provinzverwaltung) wurde ebenfalls auf der Grundlage der Empfehlungen der Aitchison Kommission gegründet und bestand aus zwei Gruppen (Kader), dem Provincial Civil Service und dem Subordinate Civil Service (dt. untergeordneter Öffentlicher Dienst). Im Zuge der Weiterentwicklung der verschiedenen Verwaltungsabteilungen fanden Anpassungen an dieses Kaderschema statt. So hatten beispielsweise die Forstverwaltung und die Verwaltung Öffentlicher Arbeiten sowohl „imperiale“ wie „provinzielle“ Niederlassungen. Das Grundmuster des Kaderschemas im Öffentlichen Dienst folgte den Empfehlungen der Aitchison Kommission.
Der Indian Civil Service war lange Zeit eine sich selbst als Elite auffassende Gruppe britischer Beamter, die gerne ihre rassistischen Vorurteile über ungebildete Inder pflegten. 1866 gelang es erstmals durch beharrliche Lobbyarbeit des indischen Gelehrten und späteren ersten Abgeordneten Dadabhai Naoroji, in Indien und Großbritannien gleichzeitig Aufnahmeprüfungen für den ICS abzuhalten, die zur Aufnahme der ersten 9 indischen Beamten in den ICS führten.
Kein Geringerer als der ehemalige Angehörige des Indian Civil Service Cecil Rhodes beschrieb die „tiefe Überzeugung, die ein jeder Engländer in Indien im Herzen trägt, vom höchstgestellten bis zum niedrigsten, vom Plantagenverwalter in seinem einsamen Bungalow bis zum Chefredakteur im strahlenden Licht einer Provinzhauptstadt, vom Chief Commissioner, dem eine wichtige Provinz untersteht, bis zum Vizekönig auf seinem Thron – die Überzeugung jedes einzelnen dieser Männer, dass er einer Rasse angehört, die Gott zur Regierung und Herrschaft bestimmt hat.“
Mit dem massenhaften Tod in den blutigen Schlachtfeldern des Ersten Weltkrieges ging diese rassistische Selbstgewissheit verloren: Immer weniger junge Briten fanden sich für den Dienst im Indian Civil Service ein. Während des Zweiten Weltkriegs war ein Einstellungsstopp für britische Beamte in den Indian Civil Service verfügt worden. Am Neujahrstag 1947 waren nur noch knapp 1.000 Briten als Angehörige des Indian Civil Service beschäftigt.
Ab 1934 bestand die Verwaltung Indiens aus sieben indienweiten Verwaltungen und fünf Zentralabteilungen, die alle unter der Aufsicht des Staatssekretärs standen und drei Zentralabteilungen, die der gemeinsamen Aufsicht der Provinz und des Indischen Imperiums standen. Der ICS und die Indische Polizei waren im übertragenen Bereich, bei dem die Aufsicht über diese Verwaltungen und ihre Vorschläge vom Staatssekretär auf die Provinzregierungen übertragen wurde. Es sollte erwähnt sein, dass die indienweiten und erstklassigen Verwaltungen seit 1924 gemäß dem Lee Kommissions-Bericht als Zentraler Höherer Dienst entwickelt wurden.
Nach der Teilung Britisch-Indiens wurden die pakistanischen Teile dieser Verwaltung als Central Superior Services (CSP) benannt, während der indische Teil seinen Namen Indian Civil Service behielt.

## Heutiger Indian Civil Service
Obwohl heutige Karrieren im Management und im IT-Sektor Einfluss auf die Jugend des Landes besitzen, hat der Öffentliche Dienst seine überaus große Popularität nicht verloren, der er sich seit den Jahren britischer Herrschaft erfreute.
Der Indian Administrative Service (IAS) ersetzte den ICS und die Strukturen vor der Unabhängigkeit der indienweiten Verwaltungen, Provinz- oder Staatsverwaltungen und Zentral- oder Unionsregierungsverwaltungen blieben erhalten.
Die Verfassung erlaubt die Schaffung weiterer Abteilungen der Civil Services als indienweite oder zentrale Verwaltungen, wenn sie durch Zwei-Drittel-Mehrheit der Rajya Sabha beschlossen werden. Der Indian Forest Service (dt. indische Forstverwaltung) und der Indian Foreign Service (dt. indischer Auswärtiger Dienst) sind zwei Verwaltungen, die unter dieser Verfassungsprämisse entstanden.
Die Verwaltung eines riesigen und vielgestaltigen Landes wie Indien erfordert effizientes Management seiner natürlichen, wirtschaftlichen und menschlichen Ressourcen. Dies genau ist die Verantwortung der Civil Services. Das Land wird durch eine Reihe von Zentralen Regierungsagenturen in Übereinstimmung mit den politischen Weisungen der Ministerien gemanagt.
Die Konstruktion der Civil Services folgt einem bestimmten Grundmuster. Die indienweiten Verwaltungen, die Zentralverwaltungen und die Staatsverwaltungen bilden gemeinsam die Civil Services.
Der Indian Administrative Service (IAS), der Indian Police Service (IPS) und der Indian Forest Service (IFS) sind alle drei indienweite Verwaltungen.
Der Indian Foreign Service (IFS), Indian Revenue Service (IRS) und 43 weitere Verwaltungen gehören zu den Zentralverwaltungen.
Der State Administrative/Civil Service, der State Police Service und der State Forest Service gehören zu den Staatsverwaltungen, dessen Prüfung durch die einzelnen indischen Bundesstaaten ausgeübt wird.
Die UPSC Civil Services Prüfungen (die Prüfungen der Öffentlichen Verwaltung, der Forstverwaltung und der Bauverwaltung) sind unter den härtesten der Welt, bei denen unter mehr als 200.000 Bewerbern jährlich nur etwa 450 Kandidaten ausgewählt werden. Alle drei indienweiten Verwaltungen – IAS, IPS, IFS (Indian Forest Service) und die zwei Zentralverwaltungen – IFS (Indian Foreign Service) und IRS – gehören zu den begehrtesten Verwaltungen und nur die Kandidaten, die zur Spitze gehören, haben eine Chance zum Eintritt.
Vor dem Eintritt in die Civil Services in Indien hat man die Examen zu bestehen, den die  Union Public Service Commission (UPSC) durchführt.